# Zvotoky
Zvotoky (Duits: Swotok) is een Tsjechische gemeente in de regio Zuid-Bohemen, en maakt deel uit van het district Strakonice.
Zvotoky telt 62 inwoners.
Bavorov ·
Bělčice ·
Bezdědovice ·
Bílsko ·
Blatná ·
Bratronice ·
Březí ·
Budyně ·
Buzice ·
Cehnice ·
Čečelovice ·
Čejetice ·
Čepřovice ·
Čestice ·
Číčenice ·
Doubravice ·
Drahonice ·
Drachkov ·
Drážov ·
Droužetice ·
Dřešín ·
Hajany ·
Hájek ·
Hlupín ·
Horní Poříčí ·
Hornosín ·
Hoslovice ·
Hoštice ·
Chelčice ·
Chlum ·
Chobot ·
Chrášťovice ·
Jinín ·
Kadov ·
Kalenice ·
Katovice ·
Kladruby ·
Kocelovice ·
Krajníčko ·
Kraselov ·
Krašlovice ·
Krejnice ·
Krty-Hradec ·
Kuřimany ·
Kváskovice ·
Lažánky ·
Lažany ·
Libějovice ·
Libětice ·
Litochovice ·
Lnáře ·
Lom ·
Mačkov ·
Malenice ·
Mečichov ·
Měkynec ·
Milejovice ·
Miloňovice ·
Mnichov ·
Mutěnice ·
Myštice ·
Nebřehovice ·
Němčice ·
Němětice ·
Nihošovice ·
Nišovice ·
Nová Ves ·
Novosedly ·
Osek ·
Paračov ·
Pivkovice ·
Pohorovice ·
Pracejovice ·
Předmíř ·
Přední Zborovice ·
Předslavice ·
Přechovice ·
Přešťovice ·
Radějovice ·
Radomyšl ·
Radošovice ·
Rovná ·
Řepice ·
Sedlice ·
Skály ·
Skočice ·
Slaník ·
Sousedovice ·
Stožice ·
Strakonice ·
Strašice ·
Strunkovice nad Volyňkou ·
Střelské Hoštice ·
Škvořetice ·
Štěchovice ·
Štěkeň ·
Tchořovice ·
Truskovice ·
Třebohostice ·
Třešovice ·
Úlehle ·
Únice ·
Uzenice ·
Uzeničky ·
Vacovice ·
Velká Turná ·
Vodňany ·
Volenice ·
Volyně ·
Záboří ·
Zahorčice ·
Zvotoky